# 聖弗蘭西斯科迪保拉 (米納斯吉拉斯州)

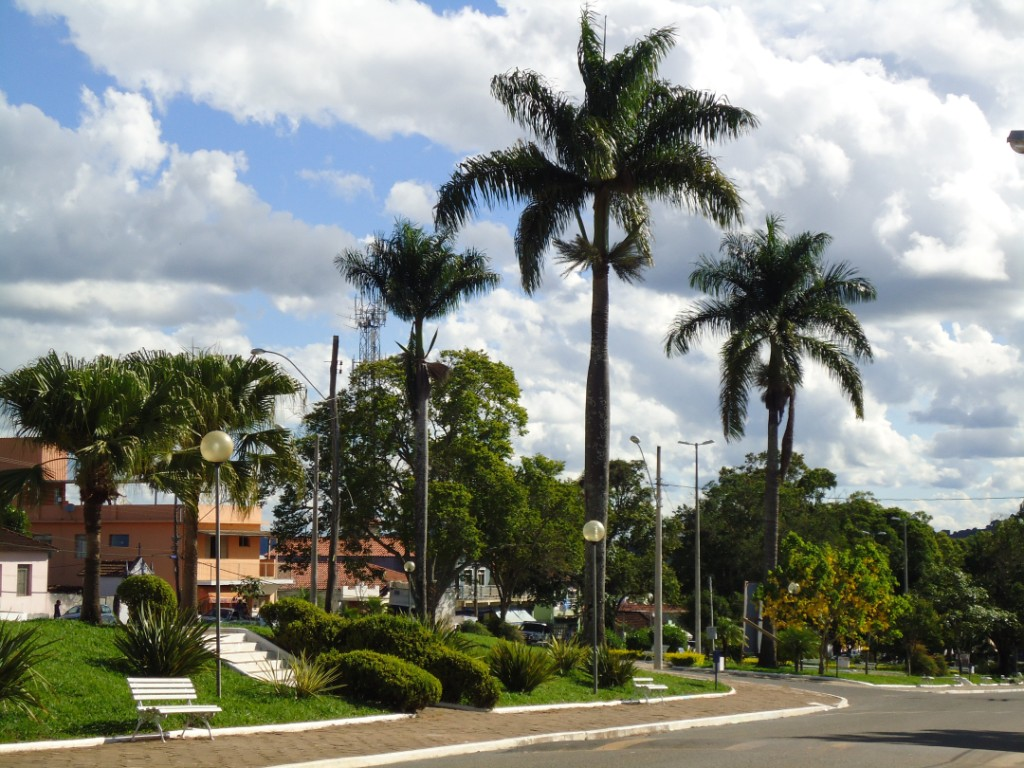
聖弗蘭西斯科迪保拉

20°42′36″S 44°59′6″W / 20.71000°S 44.98500°W
聖弗蘭西斯科迪保拉（葡萄牙語：São Francisco de Paula）是巴西的城鎮，位於該國東南部，由米納斯吉拉斯州負責管轄，始建於1963年3月1日，面積316平方公里，海拔高度931米，2010年人口6,487，人口密度每平方公里20.5人。